# Nadwitnie
Nadwitnie – część miasta Radzynia Podlaskiego w Polsce, w województwie lubelskim, w powiecie radzyńskim. Rozpościera się w wzdłuż ulicy Nadwitnie, w północnej części miasta.

## Historia
Dawna wieś Nadwitnie należała w latach 1867–1934 do gminy Biała w powiecie radzyńskim. W Królestwie Polskim przynależała do guberni siedleckiej, a w okresie międzywojennym do woj. lubelskiego. Tam, 20 października 1933 utworzyła gromadę Nadwitnie w granicach gminy Biała, składającą się z wsi i folwarku Nadwitnie.
18 kwietnia 1934 Nadwitnie włączono do Radzynia, a gromadę zniesiono formalnie 15 lutego 1935.